# Cryoprotectant
Een cryoprotectant is een stof die gebruikt wordt om biologische materialen te beschermen tegen bevriezingsschade (schade die optreedt door de vorming van ijskristallen). Insecten, vissen, amfibieën en reptielen in polaire streken maken cryoprotectanten in hun lichaam aan om bevriezingsschade tijdens de koude winter te beperken. Insecten gebruiken vaak suikers of polyolen als cryoprotectant. Arctische kikkers gebruiken hooggeconcentreerd glucose, en Arctische salamanders maken hiervoor glycerine aan in de lever.
Cryoprotectanten worden in wetenschappelijk onderzoek gebruikt om cellen, weefsels en andere biologische materialen te preserveren (gecontroleerd in te vriezen). Algemeen gebruikte cryoprotectanten zijn glycolen – alcoholverbindingen met ten minste twee hydroxylgroepen — zoals ethyleenglycol, propyleenglycol en glycerol. Glycerol en DMSO zijn de standaard om de invriezing van spermacellen, eicellen en embryo's in vloeibare stikstof te begeleiden: deze stoffen beperken de vorming van ijs die de celstructuren anders zou beschadigen. Propyleenglycol wordt ook wel verwerkt in consumptie-ijs.